# Podi della XXX Olimpiade
Le giornate dei Giochi della XXX Olimpiade, tenutisi a Londra tra il 27 luglio e il 12 agosto 2012, sono state scandite dall'assegnazione delle medaglie nei vari eventi delle 36 discipline del programma.
Di seguito sono riportati i podi giorno per giorno come da calendario. Per le discipline con due e più atleti (dai tuffi sincronizzati al calcio) si parla di squadra e la medaglia va assegnata alla nazione. Nel caso di atleta singolo è riportato nome e cognome, nel caso di atleti della Cina, Corea del Sud e del Nord, si riporta prima il cognome e poi il nome (come loro tradizione).

## Riepilogo

### 1ª giornata (28 luglio)
| Disciplina        | Evento                                 | Oro                 | Argento          | Bronzo                              |
| Ciclismo          | Corsa in linea maschile                | Aleksandr Vinokurov | Rigoberto Urán   | Alexander Kristoff                  |
| Judo              | 48 kg femminile                        | Sarah Menezes       | Alina Dumitru    | Éva Csernoviczki Charline van Snick |
| Judo              | 60 kg maschile                         | Arsen Galstjan      | Hiroaki Hiraoka  | Felipe Kitadai Rishod Sobirov       |
| Nuoto             | 400 m misti femminili                  | Ye Shiwen           | Elizabeth Beisel | Li Xuanxu                           |
| Nuoto             | 400 m misti maschili                   | Ryan Lochte         | Thiago Pereira   | Kōsuke Hagino                       |
| Nuoto             | 400 m stile libero maschili            | Sun Yang            | Park Tae-hwan    | Peter Vanderkaay                    |
| Nuoto             | 4x100 m stile libero femminile         | Australia           | Paesi Bassi      | Stati Uniti                         |
| Scherma           | Fioretto individuale femminile         | Elisa Di Francisca  | Arianna Errigo   | Valentina Vezzali                   |
| Sollevamento pesi | 48 kg femminile                        | Wang Mingjuan       | Hiromi Miyake    | Ryang Chun-hwa                      |
| Tiro              | Carabina 10 m aria compressa femminile | Yi Siling           | Sylwia Bogacka   | Yu Dan                              |
| Tiro              | Pistola 10 m aria compressa maschile   | Jin Jong-oh         | Luca Tesconi     | Andrija Zlatić                      |
| Tiro con l'arco   | Gara a squadre maschile                | Italia              | Stati Uniti      | Corea del Sud                       |

### 2ª giornata (29 luglio)
| Disciplina        | Evento                                | Oro                   | Argento              | Bronzo                            |
| Ciclismo          | Corsa in linea femminile              | Marianne Vos          | Elizabeth Armitstead | Ol'ga Zabelinskaja                |
| Judo              | 52 kg femminile                       | An Kum-ae             | Yanet Bermoy Acosta  | Rosalba Forciniti Priscilla Gneto |
| Judo              | 66 kg maschile                        | Lasha Shavdatuashvili | Miklós Ungvári       | Masashi Ebinuma Cho Jun-ho        |
| Nuoto             | 100 m farfalla femminili              | Dana Vollmer          | Lu Ying              | Alicia Coutts                     |
| Nuoto             | 100 m rana maschili                   | Cameron van der Burgh | Christian Sprenger   | Brendan Hansen                    |
| Nuoto             | 400 m stile libero femminili          | Camille Muffat        | Allison Schmitt      | Rebecca Adlington                 |
| Nuoto             | 4x100m stile libero maschile          | Francia               | Stati Uniti          | Russia                            |
| Scherma           | Sciabola individuale maschile         | Áron Szilágyi         | Diego Occhiuzzi      | Nikolaj Kovalëv                   |
| Sollevamento pesi | 53 kg femminile                       | Hsu Shu-ching         | Citra Febrianti      | Iulia Paratova                    |
| Sollevamento pesi | 56 kg maschile                        | Om Yun-chol           | Wu Jingbiao          | Valentin Hristov                  |
| Tiro              | Pistola 10 m aria compressa femminile | Guo Wenjun            | Céline Goberville    | Olena Kostevyč                    |
| Tiro              | Skeet femminile                       | Kim Rhode             | Wei Ning             | Danka Barteková                   |
| Tiro con l'arco   | Gara a squadre femminile              | Corea del Sud         | Cina                 | Giappone                          |
| Tuffi             | Trampolino 3 m sincro femminile       | Cina                  | Stati Uniti          | Canada                            |

### 3ª giornata (30 luglio)
| Disciplina             | Evento                                | Oro                    | Argento                | Bronzo                            |
| Ginnastica (artistica) | Concorso a squadre maschile           | Cina                   | Giappone               | Gran Bretagna                     |
| Judo                   | 57 kg femminile                       | Kaori Matsumoto        | Corina Căprioriu       | Automne Pavia Marti Malloy        |
| Judo                   | 73 kg maschile                        | Mansur Isaev           | Riki Nakaya            | Nyam-Ochir Sainjargal Ugo Legrand |
| Nuoto                  | 100 m dorso femminili                 | Missy Franklin         | Emily Seebohm          | Aya Terakawa                      |
| Nuoto                  | 100 m dorso maschili                  | Matthew Grevers        | Nick Thoman            | Ryōsuke Irie                      |
| Nuoto                  | 100 m rana femminili                  | Rūta Meilutytė         | Rebecca Soni           | Satomi Suzuki                     |
| Nuoto                  | 200 m stile libero maschili           | Yannick Agnel          | Sun Yang Park Tae Hwan | Non assegnato                     |
| Scherma                | Spada individuale femminile           | Yana Shemyakina        | Britta Heidemann       | Sun Yujie                         |
| Sollevamento pesi      | 58 kg femminile                       | Li Xueying             | Pimsiri Sirikaew       | Rattikan Gulnoi                   |
| Sollevamento pesi      | 62 kg maschile                        | Kim Un Guk             | Óscar Albeyro Figueroa | Eko Yuli Irawan                   |
| Tiro                   | Carabina 10 m aria compressa maschile | Alin George Moldoveanu | Niccolò Campriani      | Gagan Narang                      |
| Tuffi                  | Piattaforma 10 m sincro maschile      | Cina                   | Messico                | Stati Uniti                       |

### 4ª giornata (31 luglio)
| Disciplina             | Evento                            | Oro              | Argento                | Bronzo                               |
| Canoa/kayak            | Slalom C1 maschile                | Tony Estanguet   | Sideris Tasiadis       | Michal Martikán                      |
| Equitazione            | Concorso completo a squadre       | Germania         | Gran Bretagna          | Nuova Zelanda                        |
| Equitazione            | Concorso completo individuale     | Michael Jung     | Sara Algotsson Ostholt | Sandra Auffarth                      |
| Ginnastica (artistica) | Concorso a squadre femminile      | Stati Uniti      | Russia                 | Romania                              |
| Judo                   | 63 kg femminile                   | Urška Žolnir     | Xu Lili                | Gévrise Émane Yoshie Ueno            |
| Judo                   | 81 kg maschile                    | Kim Jae-bum      | Ole Bischof            | Ivan Nifontov Antoine Valois-Fortier |
| Nuoto                  | 200 m farfalla maschili           | Chad le Clos     | Michael Phelps         | Takeshi Matsuda                      |
| Nuoto                  | 200 m misti femminili             | Ye Shiwen        | Alicia Coutts          | Caitlin Leverenz                     |
| Nuoto                  | 200 m stile libero femminili      | Allison Schmitt  | Camille Muffat         | Bronte Barratt                       |
| Nuoto                  | 4x200 m stile libero maschili     | Stati Uniti      | Francia                | Cina                                 |
| Scherma                | Fioretto individuale maschile     | Lei Sheng        | Alaaeldin Abouelkassem | Choi Byung-chul                      |
| Sollevamento pesi      | 63 kg femminile                   | Christine Girard | Milka Maneva           | Luz Acosta                           |
| Sollevamento pesi      | 69 kg maschile                    | Lin Qingfeng     | Triyatno               | Razvan Constantin Martin             |
| Tiro                   | Skeet maschile                    | Vincent Hancock  | Anders Golding         | Nasser Al-Attiya                     |
| Tuffi                  | Piattaforma 10 m sincro femminile | Cina             | Messico                | Canada                               |

### 5ª giornata (1º agosto)
| Disciplina             | Evento                                | Oro                  | Argento                | Bronzo                          |
| Canoa/kayak            | Slalom K1 maschile                    | Daniele Molmenti     | Vavřinec Hradilek      | Hannes Aigner                   |
| Canottaggio            | 2 senza femminile                     | Gran Bretagna        | Australia              | Nuova Zelanda                   |
| Canottaggio            | 4 di coppia femminile                 | Ucraina              | Germania               | Stati Uniti                     |
| Canottaggio            | 8 con maschile                        | Germania             | Canada                 | Gran Bretagna                   |
| Ciclismo               | Cronometro femminile                  | Kristin Armstrong    | Judith Arndt           | Ol'ga Zabelinskaja              |
| Ciclismo               | Cronometro maschile                   | Bradley Wiggins      | Tony Martin            | Christopher Froome              |
| Ginnastica (artistica) | Concorso individuale maschile         | Kōhei Uchimura       | Marcel Nguyen          | Danell Leyva                    |
| Judo                   | 63 kg femminile                       | Lucie Decosse        | Kerstin Thiele         | Yuri Alvear Edith Bosch         |
| Judo                   | 81 kg maschile                        | Song Dae-nam         | Asley González         | Īlias Īliadīs Masashi Nishiyama |
| Nuoto                  | 100 m stile libero maschili           | Nathan Adrian        | James Magnussen        | Brent Hayden                    |
| Nuoto                  | 200 m farfalla femminili              | Jiao Liuyang         | Mireia Belmonte García | Natsumi Hoshi                   |
| Nuoto                  | 200 m rana maschili                   | Dániel Gyurta        | Michael Jamieson       | Ryō Tateishi                    |
| Nuoto                  | 4x200 m stile libero femminile        | Stati Uniti          | Australia              | Francia                         |
| Scherma                | Sciabola individuale femminile        | Kim Ji-yeon          | Sofija Velikaja        | Olga Kharlan                    |
| Scherma                | Spada individuale maschile            | Ruben Limardo Gascon | Bartosz Piasecki       | Jung Jin-sun                    |
| Sollevamento pesi      | 69 kg femminile                       | Rim Jong-sim         | Roxana Daniela Cocos   | Anna Nurmukhambetova            |
| Sollevamento pesi      | 77 kg maschile                        | Lu Xiaojun           | Lu Haojie              | Iván Cambar Rodriguez           |
| Tennis tavolo          | Singolare femminile                   | Li Xiaoxia           | Ding Ning              | Feng Tianwei                    |
| Tiro                   | Pistola 25 m aria compressa femminile | Kim Jang-mi          | Chen Ying              | Olena Kostevyč                  |
| Tuffi                  | Trampolino 3 m sincro maschile        | Cina                 | Russia                 | Stati Uniti                     |

### 6ª giornata (2 agosto)
| Disciplina             | Evento                         | Oro                 | Argento                 | Bronzo                       |
| Canoa/kayak            | Slalom C2 maschile             | Gran Bretagna       | Gran Bretagna           | Slovacchia                   |
| Canottaggio            | 2 di coppia maschile           | Nuova Zelanda       | Italia                  | Slovenia                     |
| Canottaggio            | 4 senza pesi leggeri           | Sudafrica           | Gran Bretagna           | Danimarca                    |
| Canottaggio            | 8 femminile                    | Stati Uniti         | Canada                  | Paesi Bassi                  |
| Ciclismo               | Velocità a squadre femminile   | Germania            | Cina                    | Australia                    |
| Ciclismo               | Velocità a squadre maschile    | Gran Bretagna       | Francia                 | Germania                     |
| Ginnastica (artistica) | Concorso individuale femminile | Gabrielle Douglas   | Viktorija Komova        | Alija Mustafina              |
| Judo                   | 78 kg femminile                | Kayla Harrison      | Gemma Gibbons           | Audrey Tcheuméo Mayra Aguiar |
| Judo                   | 100 kg maschile                | Tagir Chajbulaev    | Naidangiin Tüvshinbayar | Dimitri Peters Henk Grol     |
| Canoa/kayak            | Slalom K1 femminile            | Émilie Fer          | Jessica Fox             | Maialen Chourraut            |
| Nuoto                  | 100 m stile libero femminili   | Ranomi Kromowidjojo | Aljaksandra Herasimenja | Tang Yi                      |
| Nuoto                  | 200 m dorso maschili           | Tyler Clary         | Ryōsuke Irie            | Ryan Lochte                  |
| Nuoto                  | 200 m misti maschili           | Michael Phelps      | Ryan Lochte             | László Cseh                  |
| Nuoto                  | 200 m rana femminili           | Rebecca Soni        | Satomi Suzuki           | Julija Efimova               |
| Scherma                | Fioretto a squadre femminile   | Italia              | Russia                  | Corea del Sud                |
| Tennis tavolo          | Singolare maschile             | Zhang Jike          | Wang Hao                | Dimitrij Ovtcharov           |
| Tiro                   | Double trap maschile           | Peter Wilson        | Håkan Dahlby            | Vasilij Mosin                |
| Tiro con l'arco        | Individuale femminile          | Ki Bo-bae           | Aída Romàn              | Mariana Avitia               |

### 7ª giornata (3 agosto)
| Disciplina             | Evento                           | Oro                | Argento                         | Bronzo                      |
| Atletica leggera       | 10000 metri piani femminili      | Tirunesh Dibaba    | Sally Kipyego                   | Vivian Cheruiyot            |
| Atletica leggera       | Getto del peso maschile          | Tomasz Majewski    | David Storl                     | Reese Hoffa                 |
| Badminton              | Doppio misto                     | Cina               | Cina                            | Danimarca                   |
| Canottaggio            | 2 di coppia femminile            | Gran Bretagna      | Australia                       | Polonia                     |
| Canottaggio            | 2 senza maschile                 | Nuova Zelanda      | Francia                         | Gran Bretagna               |
| Canottaggio            | 4 di coppia maschile             | Germania           | Croazia                         | Australia                   |
| Canottaggio            | Individuale maschile             | Mahé Drysdale      | Ondřej Synek                    | Alan Campbell               |
| Ciclismo               | Inseguimento a squadre maschile  | Gran Bretagna      | Nuova Zelanda                   | Australia                   |
| Ciclismo               | Keirin femminile                 | Victoria Pendleton | Guo Shuang                      | Lee Wai Sze                 |
| Judo                   | + 78 kg femminile                | Idalys Ortiz       | Mika Sugimoto                   | Karina Bryant Tong Wen      |
| Judo                   | +100 kg maschile                 | Teddy Riner        | Aleksandr Michajlin             | Andreas Tölzer Rafael Silva |
| Nuoto                  | 50 m stile libero maschili       | Florent Manaudou   | Cullen Jones                    | Cesar Cielo                 |
| Nuoto                  | 100 m farfalla maschili          | Michael Phelps     | Evgenij Korotyškin Chad le Clos | Non assegnato               |
| Nuoto                  | 200 m dorso femminili            | Missy Franklin     | Anastasija Zueva                | Elizabeth Beisel            |
| Nuoto                  | 800 m stile libero femminili     | Katie Ledecky      | Mireia Belmonte Garcia          | Rebecca Adlington           |
| Scherma                | Sciabola a squadre maschile      | Corea del Sud      | Romania                         | Italia                      |
| Sollevamento pesi      | 75 kg femminile                  | Lidia Valentín     | Abeer Abdelrahman               | Madias Nzesso               |
| Sollevamento pesi      | 85 kg maschile                   | Adrian Zieliński   | Kianoush Rostami                | Tarek Yehia                 |
| Tiro                   | Carabina 50 m a terra maschile   | Sjarhej Martynaŭ   | Lionel Cox                      | Rajmond Debevec             |
| Tiro                   | Pistola 25 m automatica maschile | Leuris Pupo        | Vijay Kumar                     | Ding Feng                   |
| Ginnastica (artistica) | Trampolino maschile              | Dong Dong          | Dmitrij Ušakov                  | Lu Chunlong                 |
| Tiro con l'arco        | Individuale maschile             | Oh Jin-hyek        | Takaharu Furukawa               | Dai Xiaoxiang               |

### 8ª giornata (4 agosto)
| Disciplina             | Evento                                | Oro                     | Argento                 | Bronzo                  |
| Atletica leggera       | 100 m piani femminili                 | Shelly-Ann Fraser-Pryce | Carmelita Jeter         | Veronica Campbell Brown |
| Atletica leggera       | 10000 m piani maschili                | Mohamed Farah           | Galen Rupp              | Tariku Bekele           |
| Atletica leggera       | Marcia 20 km maschile                 | Chen Ding               | Erick Barrondo          | Wang Zhean              |
| Atletica leggera       | Eptathlon femminile                   | Jessica Ennis           | Lilli Schwarzkopf       | Austra Skujytė          |
| Atletica leggera       | Lancio del disco femminile            | Sandra Perković         | Li Yanfeng              | Yarelys Barrios         |
| Atletica leggera       | Salto in lungo maschile               | Greg Rutherford         | Mitchell Watt           | Will Claye              |
| Badminton              | Doppio femminile                      | Cina                    | Giappone                | Russia                  |
| Badminton              | Singolo femminile                     | Li Xuerui               | Wang Yihan              | Saina Nehwal            |
| Canottaggio            | 2 di coppia pesi leggeri femminile    | Gran Bretagna           | Cina                    | Grecia                  |
| Canottaggio            | 2 di coppia pesi leggeri maschile     | Danimarca               | Gran Bretagna           | Nuova Zelanda           |
| Canottaggio            | 4 senza maschile                      | Gran Bretagna           | Australia               | Stati Uniti             |
| Canottaggio            | Individuale femminile                 | Miroslava Knapková      | Fie Udby Erichsen       | Kim Crow                |
| Ciclismo               | Inseguimento a squadre femminile      | Gran Bretagna           | Stati Uniti             | Canada                  |
| Nuoto                  | 50 m stile libero femminili           | Ranomi Kromowidjojo     | Aljaksandra Herasimenja | Marleen Veldhuis        |
| Nuoto                  | 1500 m stile libero maschili          | Sun Yang                | Ryan Cochrane           | Oussama Mellouli        |
| Nuoto                  | 4x100 m misti femminile               | Stati Uniti             | Australia               | Giappone                |
| Nuoto                  | 4x100 m misti maschile                | Stati Uniti             | Giappone                | Australia               |
| Scherma                | Spada a squadre femminile             | Cina                    | Corea del Sud           | Stati Uniti             |
| Sollevamento pesi      | 94 kg maschile                        | Saeid Mohammadpour      | Kim Min-jae             | Tomasz Zieliński        |
| Tennis                 | Doppio maschile                       | Stati Uniti             | Francia                 | Francia                 |
| Tennis                 | Singolare femminile                   | Serena Williams         | Marija Šarapova         | Viktoryja Azaranka      |
| Tiro                   | Carabina 50 m tre posizioni femminile | Jamie Lynn Gray         | Ivana Maksimović        | Adéla Sýkorová          |
| Tiro                   | Trap femminile                        | Jessica Rossi           | Zuzana Štefečeková      | Delphine Réau           |
| Triathlon              | Triathlon femminile                   | Nicola Spirig           | Lisa Nordén             | Erin Densham            |
| Ginnastica (artistica) | Trampolino femminile                  | Rosannagh MacLennan     | Huang Shanshan          | He Wenna                |

### 9ª giornata (5 agosto)
| Disciplina             | Evento                       | Oro                  | Argento                     | Bronzo                           |
| Atletica leggera       | 100 m piani maschili         | Usain Bolt           | Yohan Blake                 | Justin Gatlin                    |
| Atletica leggera       | 400 m piani femminili        | Sanya Richards-Ross  | Christine Ohuruogu          | DeeDee Trotter                   |
| Atletica leggera       | 3000 metri siepi maschili    | Ezekiel Kemboi       | Mahiedine Mekhissi-Benabbad | Abel Kiprop Mutai                |
| Atletica leggera       | Lancio del martello maschile | Krisztián Pars       | Primož Kozmus               | Kōji Murofushi                   |
| Atletica leggera       | Maratona femminile           | Tiki Gelana          | Priscah Jeptoo              | Tat'jana Petrova-Archipova       |
| Atletica leggera       | Salto triplo femminile       | Olga Rypakova        | Caterine Ibargüen           | Ol'ha Saladucha                  |
| Badminton              | Doppio maschile              | Cina                 | Danimarca                   | Corea del Sud                    |
| Badminton              | Singolare maschile           | Lin Dan              | Lee Chong Wei               | Chen Long                        |
| Ciclismo               | Omnium maschile              | Lasse Norman Hansen  | Bryan Coquard               | Edward Clancy                    |
| Ginnastica (artistica) | Cavallo                      | Krisztián Berki      | Louis Smith                 | Max Whitlock                     |
| Ginnastica (artistica) | Corpo libero maschile        | Zou Kai              | Kōhei Uchimura              | Denis Abljazin                   |
| Ginnastica (artistica) | Volteggio femminile          | Sandra Raluca Izbasa | McKayla Maroney             | Marija Paseka                    |
| Lotta (greco-romana)   | 55 kg maschile               | Hamid Sourian        | Rövşən Bayramov             | Péter Módos Mingijan Semënov     |
| Lotta (greco-romana)   | 74 kg maschile               | Roman Vlasov         | Arsen Julfalakyan           | Emin Əhmədov Aleksandr Kazakevič |
| Scherma                | Fioretto a squadre maschile  | Italia               | Giappone                    | Germania                         |
| Sollevamento pesi      | +75 kg femminile             | Zhou Lulu            | Tat'jana Kaširina           | Jang Mi-ran                      |
| Tennis                 | Doppio femminile             | Stati Uniti          | Rep. Ceca                   | Russia                           |
| Tennis                 | Doppio misto                 | Bielorussia          | Gran Bretagna               | Stati Uniti                      |
| Tennis                 | Singolare maschile           | Andy Murray          | Roger Federer               | Juan Martín del Potro            |
| Tiro                   | 50m Pistola maschile         | Jin Jong-oh          | Choi Young-rae              | Wang Zhiwei                      |
| Tuffi                  | Trampolino 3m femminile      | Wu Minxia            | He Zi                       | Laura Sánchez Soto               |
| Vela                   | Finn                         | Ben Ainslie          | Jonas Høgh-Christensen      | Jonathan Lobert                  |
| Vela                   | Star                         | Svezia               | Gran Bretagna               | Brasile                          |

### 10ª giornata (6 agosto)
| Disciplina             | Evento                               | Oro                 | Argento           | Bronzo                               |
| Atletica leggera       | 400 m ostacoli maschili              | Félix Sánchez       | Michael Tinsley   | Javier Culson                        |
| Atletica leggera       | 400 m piani maschili                 | Kirani James        | Luguelín Santos   | Lalonde Gordon                       |
| Atletica leggera       | 3000 siepi femminili                 | Habiba Ghribi       | Sofia Assefa      | Milcah Chemos Cheywa                 |
| Atletica leggera       | Getto del peso femminile             | Valerie Adams       | Lijiao Gong       | Ling Li                              |
| Atletica leggera       | Salto con l'asta femminile           | Jennifer Suhr       | Yarisley Silva    | Elena Isinbaeva                      |
| Ciclismo               | Velocità individuale maschile        | Jason Kenny         | Grégory Baugé     | Shane Perkins                        |
| Equitazione            | Salto ostacoli a squadre             | Gran Bretagna       | Paesi Bassi       | Arabia Saudita                       |
| Ginnastica (artistica) | Anelli                               | Arthur Zanetti      | Chen Yibing       | Matteo Morandi                       |
| Ginnastica (artistica) | Parallele asimmetriche               | Alija Mustafina     | He Kexin          | Elizabeth Tweddle                    |
| Ginnastica (artistica) | Volteggio maschile                   | Yang Hak-seon       | Denis Abljazin    | Ihor Radivilov                       |
| Lotta (greco-romana)   | 60 kg maschile                       | Omid Haji Noroozi   | Revaz Lashkhi     | Zaur Kuramagomedov Ryutaro Matsumoto |
| Lotta (greco-romana)   | 84 kg maschile                       | Alan Chugaev        | Karam Gaber       | Danyal Gajiyev Damian Janikowski     |
| Lotta (greco-romana)   | 120 kg maschile                      | Mijaín López        | Heiki Nabi        | Johan Euren Rıza Kayaalp             |
| Sollevamento pesi      | 105 kg maschile                      | Oleksiy Torokhtiy   | Navab Nasirshelal | Bartłomiej Bonk                      |
| Tiro                   | Carabina 50 m tre posizioni maschile | Niccolò Campriani   | Kim Jong-hyun     | Matthew Emmons                       |
| Tiro                   | Trap maschile                        | Giovanni Cernogoraz | Massimo Fabbrizi  | Fehaid Al-Deehani                    |
| Vela                   | Laser                                | Tom Slingsby        | Pavlos Kontides   | Rasmus Myrgren                       |
| Vela                   | Laser radial                         | Xu Lijia            | Marit Bouwmeester | Evi Van Acker                        |

### 11ª giornata (7 agosto)
| Disciplina             | Evento                      | Oro                     | Argento                                        | Bronzo                           |
| Atletica leggera       | 100 m ostacoli femminili    | Sally Pearson           | Dawn Harper                                    | Kellie Wells                     |
| Atletica leggera       | Salto in alto maschile      | Erik Kynard             | Robert Grabarz Mutaz Essa Barshim Derek Drouin | Non assegnato                    |
| Atletica leggera       | Lancio del disco maschile   | Robert Harting          | Ehsan Hadadi                                   | Gerd Kanter                      |
| Atletica leggera       | 1500 m metri piani maschili | Taoufik Makhloufi       | Leonel Manzano                                 | Abdalaati Iguider                |
| Ciclismo               | Omnium femminile            | Laura Trott             | Sarah Hammer                                   | Annette Edmondson                |
| Ciclismo               | Keirin maschile             | Chris Hoy               | Maximilian Levy                                | Simon van Velthooven Teun Mulder |
| Ciclismo               | Sprint femminile            | Anna Meares             | Victoria Pendleton                             | Guo Shuang                       |
| Equitazione            | Dressage a squadre          | Gran Bretagna           | Germania                                       | Paesi Bassi                      |
| Ginnastica (artistica) | Parallele simmetriche       | Feng Zhe                | Marcel Nguyen                                  | Hamilton Sabot                   |
| Ginnastica (artistica) | Trave                       | Deng Linlin             | Sui Lu                                         | Alexandra Raisman                |
| Ginnastica (artistica) | Sbarra                      | Epke Zonderland         | Fabian Hambüchen                               | Zou Kai                          |
| Ginnastica (artistica) | Corpo libero femminile      | Alexandra Raisman       | Cătălina Ponor                                 | Alija Mustafina                  |
| Lotta (greco-romana)   | 66 kg maschile              | Kim Hyeon-woo           | Tamas Lörincz                                  | Manuchar Tskhadaia Steeve Guénot |
| Lotta (greco-romana)   | 96 kg maschile              | Ghasem Rezaei           | Rustam Totrov                                  | Artur Aleksanyan Jimmy Lidberg   |
| Nuoto sincronizzato    | Duo                         | Russia                  | Spagna                                         | Cina                             |
| Sollevamento pesi      | + 105 kg maschile           | Behdad Salimikordasiabi | Sajjad Anoushiravani                           | Ruslan Albegov                   |
| Tennis tavolo          | Squadre femminile           | Cina                    | Giappone                                       | Singapore                        |
| Triathlon              | Triathlon maschile          | Alistair Brownlee       | Francisco Javier Gómez Noya                    | Jonathan Brownlee                |
| Tuffi                  | Trampolino 3m maschile      | Il'ja Zacharov          | Qin Kai                                        | He Chong                         |
| Vela                   | RS:X maschile               | Dorian Van Rijsselberge | Nick Dempsey                                   | Przemysław Miarczyński           |
| Vela                   | RS:X femminile              | Marina Alabau Neira     | Tuuli Petäjä                                   | Zofia Noceti-Klepacka            |

### 12ª giornata (8 agosto)
| Disciplina       | Evento                     | Oro                | Argento                 | Bronzo                                   |
| Atletica leggera | 200 m piani femminili      | Allyson Felix      | Shelly-Ann Fraser-Pryce | Carmelita Jeter                          |
| Atletica leggera | 110 m ostacoli maschili    | Aries Merritt      | Jason Richardson        | Hansle Parchment                         |
| Atletica leggera | Salto in lungo femminile   | Brittney Reese     | Elena Sokolova          | Janay DeLoach                            |
| Atletica leggera | 400 m ostacoli femminili   | Natal'ja Antjuch   | Lashinda Demus          | Zuzana Hejnová                           |
| Beach volley     | Femminile                  | Stati Uniti        | Stati Uniti             | Brasile                                  |
| Canoa/kayak      | C1 1000 m maschile         | Sebastian Brendel  | David Cal               | Mark Oldershaw                           |
| Canoa/kayak      | K1 1000 m maschile         | Eirik Verås Larsen | Adam van Koeverden      | Max Hoff                                 |
| Canoa/kayak      | K2 1000 m maschile         | Ungheria           | Portogallo              | Germania                                 |
| Canoa/kayak      | K4 500 m femminile         | Ungheria           | Germania                | Bielorussia                              |
| Equitazione      | Salto ostacoli individuale | Steve Guerdat      | Gerco Schröder          | Cian O'Connor                            |
| Lotta (libera)   | 48 kg femminile            | Hitomi Obara       | Mariya Stadnyk          | Carol Huynh Clarissa Chun                |
| Lotta (libera)   | 63 kg femminile            | Kaori Ichō         | Jing Ruixue             | Battsetseg Soronzonbold Ljubov' Volosova |
| Taekwondo        | 49 kg femminile            | Wu Jingyu          | Brigitte Yagüe          | Chanatip Sonkham Lucija Zaninović        |
| Taekwondo        | 58 kg maschile             | Joel González      | Lee Dae-hoon            | Aleksej Denisenko Óscar Muñoz            |
| Tennis tavolo    | Squadre maschile           | Cina               | Corea del Sud           | Germania                                 |
| Vela             | 49er                       | Australia          | Nuova Zelanda           | Danimarca                                |

### 13ª giornata (9 agosto)
| Disciplina       | Evento                         | Oro                  | Argento                  | Bronzo                              |
| Atletica leggera | 200 m piani maschili           | Usain Bolt           | Yohan Blake              | Warren Weir                         |
| Atletica leggera | Salto triplo maschili          | Christian Taylor     | Will Claye               | Fabrizio Donato                     |
| Atletica leggera | 800 m piani maschili           | David Lekuta Rudisha | Nijel Amos               | Timothy Kitum                       |
| Atletica leggera | Tiro del giavellotto femminile | Barbora Špotáková    | Christina Obergföll      | Linda Stahl                         |
| Atletica leggera | Decathlon maschile             | Ashton Eaton         | Trey Hardee              | Leonel Suárez                       |
| Beach volley     | Maschile                       | Germania             | Brasile                  | Lettonia                            |
| Calcio           | Femminile                      | Stati Uniti          | Giappone                 | Canada                              |
| Canoa/kayak      | C2 1000 m maschile             | Germania             | Bielorussia              | Russia                              |
| Canoa/kayak      | K1 500 m femminile             | Danuta Kozák         | Inna Osypenko-Radomska   | Bridgitte Hartley                   |
| Canoa/kayak      | K2 500 m femminile             | Germania             | Ungheria                 | Polonia                             |
| Canoa/kayak      | K4 1000 m maschile             | Australia            | Ungheria                 | Rep. Ceca                           |
| Equitazione      | Dressage individuale           | Charlotte Dujardin   | Adelinde Cornelissen     | Laura Bechtolsheimer                |
| Lotta (libera)   | 55 kg femminile                | Saori Yoshida        | Tonya Verbeek            | Jackeline Rentería Julija Ratkevič  |
| Lotta (libera)   | 72 kg femminile                | Natal'ja Vorob'ëva   | Stanka Zlateva           | Guzel Manyurova Maider Unda         |
| Nuoto            | 10 km femminile                | Éva Risztov          | Haley Anderson           | Martina Grimaldi                    |
| Pallanuoto       | Femminile                      | Stati Uniti          | Spagna                   | Australia                           |
| Pugilato         | 51 kg femminile                | Nicola Adams         | Ren Cancan               | Marlen Esparza Chungneijang Hmangte |
| Pugilato         | 60 kg femminile                | Katie Taylor         | Sof'ja Očigava           | Mavzuna Chorieva Adriana Araújo     |
| Pugilato         | 75 kg femminile                | Claressa Shields     | Nadežda Torlopova        | Marina Volnova Li Jinzi             |
| Taekwondo        | 57 kg femminile                | Jade Jones           | Hou Yuzhuo               | Marlène Harnois Tseng Li-cheng      |
| Taekwondo        | 68 kg maschile                 | Servet Tazegül       | Mohammad Bagheri Motamed | Terrence Jennings Rohullah Nikpai   |
| Tuffi            | Piattaforma 10 m femminile     | Chen Ruolin          | Brittany Broben          | Pandelela Rinong Pamg               |

### 14ª giornata (10 agosto)
| Disciplina          | Evento                        | Oro                  | Argento                   | Bronzo                          |
| Atletica leggera    | 5000 m femminili              | Meseret Defar        | Vivian Jepkemoi Cheruiyot | Tirunesh Dibaba                 |
| Atletica leggera    | Salto con l'asta maschile     | Renaud Lavillenie    | Björn Otto                | Raphael Holzdeppe               |
| Atletica leggera    | Staffetta 4x100m femminile    | Stati Uniti          | Giamaica                  | Ucraina                         |
| Atletica leggera    | Staffetta 4x400m maschile     | Bahamas              | Stati Uniti               | Trinidad e Tobago               |
| Atletica leggera    | Lancio del martello femminile | Anita Włodarczyk     | Betty Heidler             | Zhang Wenxiu                    |
| Atletica leggera    | 1500 m femminili              | Maryam Yusuf Jamal   | Tat'jana Tomašova         | Abeba Aregawi                   |
| Ciclismo            | BMX femminile                 | Mariana Pajón        | Sarah Walker              | Laura Smulders                  |
| Ciclismo            | BMX maschile                  | Māris Štrombergs     | Sam Willoughby            | Carlos Mario Oquendo            |
| Hockey Prato        | Femminile                     | Paesi Bassi          | Argentina                 | Gran Bretagna                   |
| Lotta (libera)      | 55 kg maschile                | Džamal Otarsultanov  | Vladimer Khinchegashvili  | Yang Kyong-il Shinichi Yumoto   |
| Lotta (libera)      | 74 kg maschile                | Jordan Burroughs     | Sadegh Goudarzi           | Gábor Hatos Denis Carguš        |
| Nuoto               | 10 km maschile                | Oussama Mellouli     | Thomas Lurz               | Richard Weinberger              |
| Nuoto sincronizzato | Squadre                       | Russia               | Cina                      | Spagna                          |
| Taekwondo           | 67 kg femminile               | Hwang Kyung-seon     | Nur Tatar                 | Paige McPherson Helena Fromm    |
| Taekwondo           | 80 kg maschile                | Sebastián Crismanich | Nicolás García            | Lutalo Muhammad Mauro Sarmiento |
| Vela                | 470 femminile                 | Nuova Zelanda        | Gran Bretagna             | Paesi Bassi                     |
| Vela                | 470 maschile                  | Australia            | Gran Bretagna             | Argentina                       |

### 15ª giornata (11 agosto)
| Disciplina         | Evento                        | Oro                | Argento                   | Bronzo                                            |
| Atletica leggera   | Marcia 50 km                  | Jared Tallent      | Si Tianfeng               | Robert Heffernan                                  |
| Atletica leggera   | Marcia 20 km femminile        | Qieyang Shenjie    | Liu Hong                  | Lü Xiuzhi                                         |
| Atletica leggera   | Salto in alto femminile       | Anna Čičerova      | Brigetta Barrett          | Ruth Beitia                                       |
| Atletica leggera   | Tiro del giavellotto maschile | Keshorn Walcott    | Antti Ruuskanen           | Vítězslav Veselý                                  |
| Atletica leggera   | Staffetta 4x400m femminile    | Stati Uniti        | Giamaica                  | Ucraina                                           |
| Atletica leggera   | Staffetta 4x100m maschile     | Giamaica           | Trinidad e Tobago         | Francia                                           |
| Atletica leggera   | 800 m femminili               | Caster Semenya     | Ekaterina Poistogova      | Pamela Jelimo                                     |
| Atletica leggera   | 5000 m maschili               | Mohammed Farah     | Dejen Gebremeskel         | Thomas Pkemei Longosiwa                           |
| Calcio             | Maschile                      | Messico            | Brasile                   | Corea del Sud                                     |
| Ciclismo           | Cross country femminile       | Julie Bresset      | Sabine Spitz              | Georgia Gould                                     |
| Ginnastica ritmica | Individuale                   | Evgenija Kanaeva   | Dar'ja Dmitrieva          | Ljuboŭ Čarkašyna                                  |
| Canoa/kayak        | C1 200 m maschile             | Yuri Cheban        | Jevgenij Shuklin          | Ivan Štyl'                                        |
| Canoa/kayak        | K1 200 m femminile            | Lisa Carrington    | Inna Osypenko-Radomska    | Natasa Douchev-Janics                             |
| Canoa/kayak        | K2 200 m femminile            | Russia             | Bielorussia               | Gran Bretagna                                     |
| Canoa/kayak        | K1 200 m maschile             | Ed McKeever        | Saúl Craviotto            | Mark de Jonge                                     |
| Hockey prato       | Maschile                      | Germania           | Paesi Bassi               | Australia                                         |
| Lotta (libera)     | 60 kg maschile                | Toghrul Asgarov    | Besik Kuduchov            | Yogeshwar Dutt Coleman Scott                      |
| Lotta (libera)     | 84 kg maschile                | Sharif Sharifov    | Jaime Espinal             | Ehsan Lashgari Dato Marsagishvili                 |
| Lotta (libera)     | 120 kg maschile               | Artur Tajmazov     | Davit Modzmanashvili      | Komeil Ghasemi Biljal Machov                      |
| Pallacanestro      | Femminile                     | Stati Uniti        | Francia                   | Australia                                         |
| Pallamano          | Femminile                     | Norvegia           | Montenegro                | Spagna                                            |
| Pallavolo          | Femminile                     | Brasile            | Stati Uniti               | Giappone                                          |
| Pentathlon moderno | Maschile                      | David Svoboda      | Cao Zhongrong             | Ádám Marosi                                       |
| Pugilato           | 49 kg maschile                | Zou Shiming        | Kaeo Pongprayoon          | Paddy Barnes David Ajrapetjan                     |
| Pugilato           | 56 kg maschile                | Luke Campbell      | John Joseph Nevin         | Satoshi Shimizu Lázaro Álvarez Estrada            |
| Pugilato           | 64 kg maschile                | Iglesias Sotolongo | Denys Berinčyk            | Vincenzo Mangiacapre Uranchimegiin Mönkh-Erdene   |
| Pugilato           | 75 kg maschile                | Ryōta Murata       | Esquiva Falcão Florentino | Anthony Ogogo Abbos Atoev                         |
| Pugilato           | 91 kg maschile                | Oleksandr Usyk     | Clemente Russo            | Tervel Pulev Teymur Mammadov                      |
| Taekwondo          | 67+ kg femminile              | Milica Mandić      | Anne-Caroline Graffe      | Anastasija Baryšnikova María del Rosario Espinoza |
| Taekwondo          | 80+ kg maschile               | Carlo Molfetta     | Anthony Obame             | Robelis Despaigne Liu Xiaobo                      |
| Tuffi              | Piattaforma 10m maschile      | David Boudia       | Qiu Bo                    | Tom Daley                                         |
| Vela               | Elliott 6m                    | Spagna             | Australia                 | Finlandia                                         |

### 16ª giornata (12 agosto)
| Disciplina         | Evento                 | Oro                       | Argento               | Bronzo                                        |
| Atletica leggera   | Maratona maschile      | Stephen Kiprotich         | Abel Kirui            | Wilson Kipsang Kiprotich                      |
| Ciclismo           | Cross country maschile | Jaroslav Kulhavý          | Nino Schurter         | Marco Aurelio Fontana                         |
| Ginnastica ritmica | Squadre                | Russia                    | Bielorussia           | Italia                                        |
| Lotta (libera)     | 66 kg maschile         | Tatsuhiro Yonemitsu       | Sushil Kumar          | Liván López Aķžürek Tañatarov                 |
| Lotta (libera)     | 96 kg maschile         | Jake Varner               | Valerii Andriitsev    | Khetag Gazyumov George Gogshelidze            |
| Pallacanestro      | Maschile               | Stati Uniti               | Spagna                | Russia                                        |
| Pallamano          | Maschile               | Francia                   | Svezia                | Croazia                                       |
| Pallanuoto         | Maschile               | Croazia                   | Italia                | Serbia                                        |
| Pallavolo          | Maschile               | Russia                    | Brasile               | Italia                                        |
| Pentathlon Moderno | Femminile              | Laura Asadauskaitė        | Samantha Murray       | Yane Marques                                  |
| Pugilato           | 52 kg maschile         | Robeisy Ramírez Carrazana | Tugstsogt Nyambayar   | Michael Conlan Michail Alojan                 |
| Pugilato           | 60 kg maschile         | Vasyl' Lomačenko          | Han Soon-chul         | Yasniel Toledo Evaldas Petrauskas             |
| Pugilato           | 69 kg maschile         | Serik Sapiyev             | Fred Evans            | Andrej Zamkovoj Taras Šelestjuk               |
| Pugilato           | 81 kg maschile         | Egor Mechoncev            | Adil'bek Nijazymbetov | Yamaguchi Falcão Florentino Oleksandr Hvozdyk |
| Pugilato           | 91+ kg maschile        | Anthony Joshua            | Roberto Cammarelle    | Ivan Dyčko Magomedrasul Medžidov              |